# Delcambre
Delcambre és una població dels Estats Units a l'estat de Louisiana. Segons el cens del 2000 tenia 2.168 habitants.

## Demografia
Segons el cens del 2000, Delcambre tenia 2.168 habitants, 826 habitatges, i 593 famílies. La densitat de població era de 1.008,5 habitants/km².
Dels 826 habitatges en un 35,6% hi vivien nens de menys de 18 anys, en un 51% hi vivien parelles casades, en un 16,3% dones solteres, i en un 28,1% no eren unitats familiars. En el 24,2% dels habitatges hi vivien persones soles el 12,2% de les quals corresponia a persones de 65 anys o més que vivien soles. El nombre mitjà de persones vivint en cada habitatge era de 2,62 i el nombre mitjà de persones que vivien en cada família era de 3,1.
Per edats la població es repartia de la següent manera: un 27,7% tenia menys de 18 anys, un 10,9% entre 18 i 24, un 27,4% entre 25 i 44, un 21,4% de 45 a 60 i un 12,6% 65 anys o més.
L'edat mediana era de 33 anys. Per cada 100 dones de 18 o més anys hi havia 89,9 homes.
La renda mediana per habitatge era de 27.500 $ i la renda mediana per família de 34.643 $. Els homes tenien una renda mediana de 27.750 $ mentre que les dones 17.438 $. La renda per capita de la població era de 13.245 $. Entorn del 17,4% de les famílies i el 20,2% de la població estaven per davall del llindar de pobresa.

## Poblacions més properes
El següent diagrama mostra les poblacions més properes.